# بيت الجاكي (سنحان)

تعديل مصدري - تعديل

بيت الجاكي هي إحدى قرى عزلة قاع الحباب بمديرية سنحان وبني بهلول التابعة لمحافظة صنعاء، بلغ تعداد سكانها 857 نسمة حسب تعداد اليمن لعام 2004.